# Gerichtsbezirk Weseritz
Das Gebiet des ehemaligen Gerichtsbezirks Weseritz (tschechisch: soudní okres Bezdruzice) befindet sich in Böhmen im Nordwesten der Region Pilsen (Plzeňský kraj), im heutigen Okres Tachov (Bezirk Tachau) in Tschechien.
Er lag im südöstlichen Tepler Hochland. Zentrum des Gerichtsbezirks war die Stadt Weseritz (Bezdruzice). In unmittelbarer Nachbarschaft lagen im Norden der Gerichtsbezirk Tepl, im Nordosten der Gerichtsbezirk Manetin, im Südosten der Bezirk Tuschkau, im Süden der Bezirk Mies und im Westen der Bezirk Plan.
Die Gegend ist identisch mit der Gebietseinteilung vor dem Ersten Weltkrieg, als Böhmen noch Bestandteil der Habsburgermonarchie war.

## Geschichte
Die Geschichte des Bezirks Weseritz kann nicht isoliert für sich betrachtet werden, sondern steht im Zusammenhang mit der Historie von ganz Böhmen.

### Frühgeschichte (8. Jh. v. Chr. – 4. Jh. n. Chr.)
Auf dem Tafelberg Vladař im Tepler Hochland lassen Lesefunde darauf schließen, dass bereits im 4. Jh. v. Chr. eine Besiedelung durch Kelten stattgefunden hat. Die Überreste einer Wallanlage sind auf einer Fläche von ca. 100 Hektar und 3 Kilometer Länge sichtbar.
Von dem hier eingewanderten keltischen Stamm der Boier leitet sich die lateinische Bezeichnung Bohemia ab, aus der sich wiederum die deutsche Bezeichnung Böhmen herleiten lässt. Aus ihrem Stammesgebiet wurden die Boier im 1. Jahrhundert v. Chr. von Markomannen zum Teil verdrängt.

### Mittelalter (5.–15. Jh.)
Die Germanen verließen im Verlauf der großen Völkerwanderung im 5. bis 6. Jahrhundert n. Chr. Böhmen, wahrscheinlich jedoch nicht alle germanischen Stämme. Ihnen folgten von Osten her Slawen in die weitgehend oder vollkommen entvölkerten Gebiete, darunter auch ein Stamm der nach ihrem Stammvater Cech als Tschechen bezeichnet wurden.
Im 7. Jahrhundert wurde Böhmen Teil des Samo-Reiches. Hierbei handelt es sich um einen Bund mehrerer Stämme, die bei Verhandlungen mit auswärtigen Mächten von mehreren, anscheinend gleichberechtigten, Fürsten (duces) vertreten wurden.
Im Laufe des 9. Jahrhunderts wurden die in Mittelböhmen lebenden Tschechen unter den Lokalfürsten der Přemysliden zum dominierenden Faktor im Land. Spätestens nach 955 beherrschten sie auch Westböhmen. Bořivoj I. († um 888) gilt als Gründer des Herzogtums Böhmen. Nach der Festigung der Vormachtstellung der Přemysliden war der Landesfürst der erste und mächtigste Grundherr. Er hatte die Verfügungsgewalt und konnte das Land nach seinen Gesichtspunkten vergeben. Davon ausgenommen waren lediglich die „frei“ besiedelten Besitzungen früherer Zeit, wie es sie auch im Weseritzer Land schon gab. In einer Urkunde aus dem Jahr 1086 wird der westslawische Stamm der Lutschaner erwähnt, zu deren Siedlungsraum auch Teile des GB Weseritz im Tepler Hochland gehörten. Außerdem besaß die Familie Hroznatá, Angehörige des alten Adels aus der Zeit der ersten Landnahme, Güter um Weseritz und Tepl. Sie waren in erster Linie auch die Adressaten bei der Neuvergabe von Ländereien. In vielen Orten änderten sich jedoch die Besitzerfamilien im Lauf der Jahre.
Mit den Gebietszuweisungen um die Wende des 11. zum 12. Jahrhundert begann eine neue, vielleicht die wichtigste Phase in der Besiedlungsgeschichte des GB Weseritz. Zur Kultivierung vergab der Herzog das Land einerseits an reiche Adelsfamilien, andererseits aber auch an Klöster, die oft eigens zu Rodungszwecken gegründet wurden. Bedeutend für den südöstlichen Teil des Tepler Hochlandes war das Benediktinerkloster Kladrau (gegr. 1108 durch Herzog Svatopluk). Durch zahlreiche Schenkungen durch Vladislav I. wuchs der Einflussbereich des Klosters im GB Werseritz bis 1186 auf 80 Orte. Im 12. Jahrhundert trug auch der Orden der Johanniter zur wirtschaftlichen Entwicklung im Weseritzer Raum bei. Sein Sitz war in Manetin, das ihm 1169 von Vladislav II. überlassen worden war. Zu dieser Zeit begann die Erschließung des Weseritzer Ländchens als dauerhafter Lebensraum durch slawisch sprechende Siedler. Dabei handelte es sich zunächst nicht um Tschechen im heutigen Sinn, sondern um die westslawische Volksgruppe der Choden, die im tschechischen Volk aufgegangen ist. Auf die Choden verweisen einige Ortsnamen im südlichen Egerland und nördlichen Böhmerwald, beispielsweise Kuttenplan (Chodová Planá), Chodones als Anfangsname für Heiligenkreuz und Hinterkotten (Zadní Chodov) im Weseritzer Gebiet.

### Neuzeit (ab dem 16. Jh.)
Im Weseritzer Bezirk traten im 16. Jahrhundert viele Bewohner, veranlasst durch das Beispiel und vielleicht auch unter dem Druck der adeligen Herren, zum protestantischen Glauben über.
Die lutherische Religionszugehörigkeit trug zu ausgeprägten Glaubenskonflikten zwischen Katholiken und Protestanten auch im GB Weseritz bei.
Bis zum Anfang des 17. Jahrhunderts gelang es der katholischen Kirche zwar, ihre Stellung in Böhmen wieder zu festigen, doch die Konflikte schwelten weiter. 1609 erließ Rudolf II. deshalb den Majestätsbrief, der auch den Protestanten die freie Religionsausübung zusicherte. Als sein Nachfolger Ferdinand II. die zugesagte Glaubensfreiheit einschränkte, erhoben sich die böhmischen Adeligen gegen ihn. Der Aufstand war eine der Hauptursachen für den Ausbruch des Dreißigjährigen Kriegs. Als 1648 der schreckliche Krieg sein Ende nahm, lag Weseritz zum großen Teil in Schutt und Asche. Entvölkerte Landstriche wurden mit Siedlern vor allem aus Süddeutschland ersetzt. Der Hochadel besaß immer noch über die Hälfte des Bodens, der Klerus und der Ritterstand jeweils etwa ein Zehntel. Die Einwanderer bekamen das Nutzungsrecht der Ländereien, als Gegenleistung mussten die Bauern Frondienste leisten.
Als im Jahre 1680 auch die Bauern des Weseritzer Ländchens für ihre Befreiung aus der Robotknechtschaft zum Widerstand gegen die Grundherren aufriefen, wurden sie mit Gewalt in die alte Abhängigkeit zurückgezwungen.
Erst im Jahre 1848 hob der Reichstag das Untertanenverhältnis auf.
1849 wurden in Westböhmen Gerichtsbezirke eingerichtet. Plan bekam 1850 die Bezirkshauptmannschaft und bestand aus den Gerichtsbezirken Plan, Tepl und Weseritz. 1868 wurde in Tepl eine Bezirkshauptmannschaft für die beiden Gerichtsbezirke Tepl und Weseritz errichtet. 1902 wurden die Gerichtsbezirke wieder umstrukturiert, Weseritz kam wieder zu Plan. Die Gerichtsbezirke Plan und Weseritz bildeten bis 1939 den politischen Bezirk Plan.
Bis zur Mitte des 20. Jahrhunderts war der Bezirk überwiegend deutsch besiedelt; das tschechische Volkstum war verdrängt worden, seine letzten Reste sind im Deutschtum aufgegangen. Nach der Gründung der Ersten Tschechoslowakischen Republik im Jahr 1918 änderten sich infolge der politischen Umstände und der gezielten bevölkerungspolitischen Maßnahmen der Regierung in Prag die Bevölkerungsverhältnisse leicht zugunsten der Tschechen. Aber ihre Zahl fällt kaum ins Gewicht. Der Gerichtsbezirk Weseritz hatte 1932 14.477 Einwohner, davon waren 14.431 deutscher Nationalität. Tschechen und Deutsch-Böhmen entfernten sich jedoch Schritt für Schritt voneinander und es endete nach dem Zweiten Weltkrieg in Unrecht und unsagbarem Leid. Durch die Beneš-Dekrete wurden zunächst alle Deutschen kollektiv, vollständig und entschädigungslos enteignet. Unter das Nebeneinander von Tschechen und Deutschen sollte gewaltsam ein großer Schlussstrich gezogen werden.
Im Mai 1945, begann die Vertreibung der deutschen Bewohner als Vergeltung für die Verbrechen der Nazis. Auf der Potsdamer Konferenz im August 1945 stimmten die Siegermächte zu. Aufnahmegebiete waren die britische und amerikanische Besatzungszone und etwas später auch die sowjetische.
In Westböhmen verkehrten sich nicht nur die Volkstumsverhältnisse ins Gegenteil, sondern die Zahl der neu angesiedelten Tschechen blieb weit unter der der vorherigen Bewohner zurück.
Die Einwohnerzahl dieser Gebiete erreicht im Jahre 1947 nicht einmal die Hälfte der des Jahres 1932. Der verwaltungspolitische Begriff „Gerichtsbezirk“ war schon während des Krieges aus dem amtlichen Sprachgebrauch verschwunden, jetzt wurde die alte Gebietseinteilung durch verschiedene Neuordnungen abgelöst, wobei viele der ehemaligen selbständigen Gemeinden wegen der dünnen Bevölkerungsdecke in Westböhmen entweder anderen Orten eingemeindet oder ganz aufgelassen wurden. 1965 wurde der ehemaligen GB Weseritz in zwei ungleich große Teile geteilt; der Westen wurde dem Landkreis Tachau (okres Tachov) und der schmale östliche Streifen dem Landkreis Pilsen-Süd (okres Plzeň-jih) angegliedert. Von den ehemals 46 selbständigen politischen Gemeinden des Bezirks verlor mittlerweile der größte Teil seine Selbständigkeit. Übrig sind nur 23 selbständige Orte mit einigen eingemeindeten Ortsteilen. Die Ortsnamen erscheinen alle in tschechischer Sprache, entweder unter der Zugrundelegung der alten Formen des Hochmittelalters oder durch Übertragung des deutschen Namens ins Tschechische (Skelná Huť = Glashütten, Konstantinovy Lázně = Konstantinsbad). Das dünne Netz der Siedlungen zeigt, dass der durch die Vertreibung der Deutschen entstandene Bevölkerungsverlust nicht wieder aufgeholt werden konnte.